# Jake Atlas
Pour les articles homonymes, voir Marquez et Atlas.
Kenny Marquez (né le 5 octobre 1994 à El Monte) est un catcheur américain. Il travaille actuellement à la All Elite Wrestling, sous le nom de Jake Atlas.
Il est connu pour son travail sur le circuit indépendant américain, ainsi qu'à la World Wrestling Entertainment de 2018 à 2021.

## Carrière dans le catch professionnel

### Débuts (2016–2017)
En 2014,Marquez commence à s'entraîner à la Santino Bros. Wrestling Academy, une fédération et une école de catch de Californie. Il y fait ses débuts le 6 août 2016 sous le nom de Jake Atlas et bat Robby Phoenix par disqualification. Il fait des apparitions dans de nombreuses fédérations de catch de Californie. Au cours de sa carrière, il remporte les titres de divers fédérations comme les Santino Bros. Wrestling's SBW Championship, All Pro Wrestling's Universal Heavyweight et Junior Heavyweight Championships.

### World Wrestling Entertainment (2018–2021)
La première association d'Atlas avec la WWE a lieu en 2018. Il est apparu pour la première fois avec Stephanie McMahon dans un épisode de Celebrity Undercover Boss. Atlas aurait reçu 25 000 $ d'acompte pour une maison et a été embauché en tant qu'ambassadeur de la WWE. En juillet de cette année[Quand ?], Atlas a travaillé dans le cadre du programme «Be A Star» dans la région de Boston, Massachusetts.

#### NXT, 205 Live et départ (2020-2021)
Le 23 octobre 2019, Atlas signe avec la WWE. Le 1er avril 2020 à NXT, Atlas fait ses débuts en tant que face en perdant contre Dexter Lumis.
Le 28 octobre 2020 lors de Halloween Havoc, Atlas perd contre Escobar.
Le 6 août 2021, il est renvoyé de la WWE pour cause de restrictions budgétaires.

### Ring of Honor et retraite (2021)
Le 12 septembre 2021 lors de Death Before Dishonor XVIII, Atlas fait ses débuts à la ROH en perdant contre Taylor Rust. Deux jours plus tard, il annonce sa retraite et évoque sa santé mentale comme cause de la fin de sa carrière de catcheur.

### All Elite Wrestling (2022-...)
Le 3 janvier 2022 à Dark Elevation, il fait ses débuts à la All Elite Wrestling en battant Serpentico. Le lendemain, il signe officiellement avec la compagnie.

## Vie personnelle
Marquez est homosexuel,. Il est d'origine mexicaine.

## Palmarès
- All Pro Wrestling
  - APW Junior Heavyweight Championship (1 fois)
  - APW Universal Heavyweight Championship (1 fois)
- PCW ULTRA
  - PCW ULTRA Light Heavyweight Championship (1 fois)
- Santino Bros. Wrestling
  - SBW Championship (1 fois)

## Récompenses des magazines
- Pro Wrestling Illustrated

| Année | 2019 | 2020 | 2021 |
| ----- | ---- | ---- | ---- |
| Rang  | 331  | 169  | 305  |